# Груда (племя)

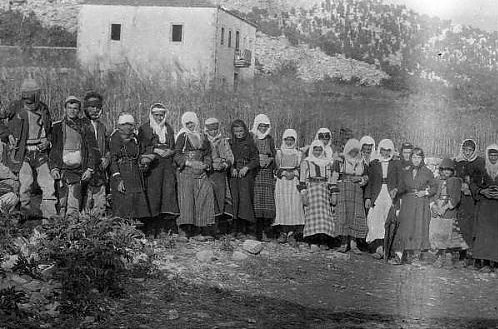
Албанцы племени груда, 1913 год

Груда (алб. Gruda) — северное албанское племя и исторический племенной регион на юго-востоке Черногории, к северу от Скадарского озера, который включает в себя небольшой городок Тузи в общине Подгорица. Большинство населения составляют этнические албанцы.

## Этимология
Название происходит от славянского термина груда, означающего «почва, дёрн».

## География

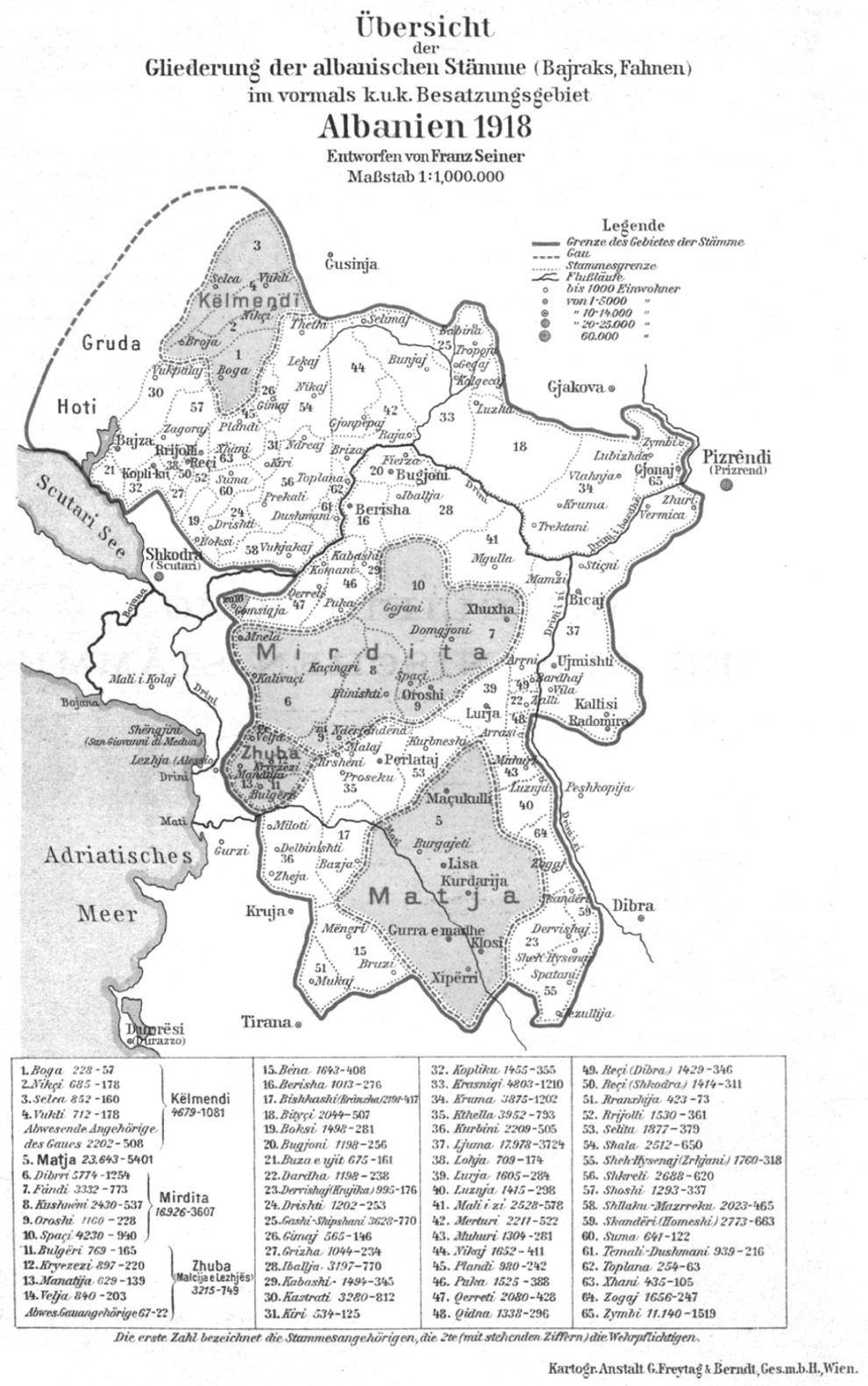
Албанские байраки по состоянию на 1918 год. Племена Груда и Хоти находятся на дальней левой стороне

Груда — это албанский исторический племенной регион в Черногории, расположенный вдоль горной границы с Албанией, к востоку от Подгорицы. Он граничит с историческими племенными областями Хоти на юге и Кельменди на востоке (в Южной Черногории и Северной Албании), а также славянскими областями на севере.

## История
В 1485 году Груда была записана как нахия в османской администрации. В 1499 году племена хоти и груда восстали против требований турок-османов о налогах и призыве в армию. Он также был вовлечён в серию восстаний в XVII веке, часто вместе с племенами Малесии.
В отчёте Мариано Болиззо 1614 год и описании санджака Скутари говорится, что у Груды было 40 дворов и 100 воинов. Старые Кучи постоянно конфликтовали со старыми грудами. Племена Кучи были сильнее, поэтому они крали скот у Груды, и если бы только один кучи был убит в конфликтах, а несколько груда, они бы наказали все племя. В 1658 году семь племён: Кучи, Васоевичи, Братоножичи, Пипери, Кельменди, Хоти и Груда объединились с Венецианской республикой, создав так называемый «семикратный баряк» или «Алай-баряк», направленный против турок-османов.
Груда оказалась в центре конфликта между Османской империей и Черногорией в течение 1880-х гг. Во время пограничных переговоров Италия предложила в апреле 1880 года Османской империи передать Черногории округ Туз, основным населением которого были католические племена груда и хоти, что привело бы к расколу племён между обеими странами. Племена, затронутые переговорами, дали бесу (обещание) сопротивляться любой оккупации своих земель и посылать телеграммы в соседние регионы с просьбой о военной помощи. Порта настаивала на том, чтобы в предстоящем договоре уступить Улцинь Черногории, а Груда будет оставлена албанцам. В то же самое время представитель Стамбула, Риза-паша закрывал глаза на подготовку Албанской лиги к сопротивлению надвигающейся черногорской оккупации.
По словам барона Франца Нопчи, груда была преимущественно католическим племенем с населением около 7000 в 1907 году. Будучи вынужденными разоружиться и под значительным давлением османов принять ислам (и не подняв ни одного крупного восстания против Османской власти в течение почти полувека), албанские горцы начали партизанскую кампанию против оккупационных армий. Племя груда сыграло важную роль в османском сопротивлении в регионе.
Горы к северо-востоку от Тузи запомнились как место крупного восстания против османов в 1911 году, которое было одним из первых значительных шагов к албанской независимости и, вероятно, самым выдающимся моментом сопротивления северных албанцев. В 1911 году под руководством Сокола Бачи албанские партизаны предприняли крупное наступление на стратегическую высоту горы Децик. Говорят, что эти силы понесли около восьмидесяти человек убитыми, но в конечном счете они одержали верх и водрузили албанский флаг на вершине холма (впервые флаг был поднят в стране с 1469 года). Этот символический акт представлял собой главный знак распада Османской империи на Балканах и укрепил репутацию груды среди других этнических албанских племён. 23 июня 1911 года албанские соплеменники и другие революционеры собрались в Черногории и составили Герченский меморандум, требующий албанских социально-политических и языковых прав, с четырьмя подписавшими его лицами из груды. В ходе последующих переговоров с османами восставшие племена были амнистированы, а османское правительство обещало построить одну — две начальные школы в нахии груды и выплатить жалованье учителям.
В 1913 году великие державы на Лондонской конференции приняли решение передать Черногории территорию племён груда и хоти, отрезав их таким образом от остальной Албании и от других албанских горных племен. 30—31 мая 1913 года черногорские войска вторглись на территорию груды, в результате чего было много убитых и раненых. В июле 1913 года эмиссары черногорского князя Николы Петровича предложили вождям племён деньги и зерно, чтобы привлечь их на свою сторону, но те отказались. Как реакция на черногорскую оккупацию Тузи в 1913 году груда направил большую депутацию к вице-адмиралу сэру Сесилу Берни, чтобы передать ему свою решимость не подчиняться Черногории. Пограничные стычки и боевые действия продолжались в течение следующих шести месяцев, и к 1914 году правительство Черногории объявило о своей военной оккупации груды и хоти. Большая часть поселений в груде была стёрта с лица земли черногорскими войсками. Уцелевшее население около 700 семей из груды и хоти бежало в Кастрати. Часть населения эмигрировала в 1914 году на равнину севернее Шкодры, образовав поселение Груда-э-Ре (Новая Груда).
Город Тузи расположен в восточной части Груда. Из 3 789 жителей Тузи более 2 000 являются этническими албанцами, что делает его, согласно переписи 2003 года, самой большой концентрацией этнических албанцев в Малесии. За последние 30 лет наблюдается незначительный приток из соседних деревень албанцев, которые хотят воспользоваться более высоким уровнем жизни Тузи и лучшей системой образования.

## Этнография

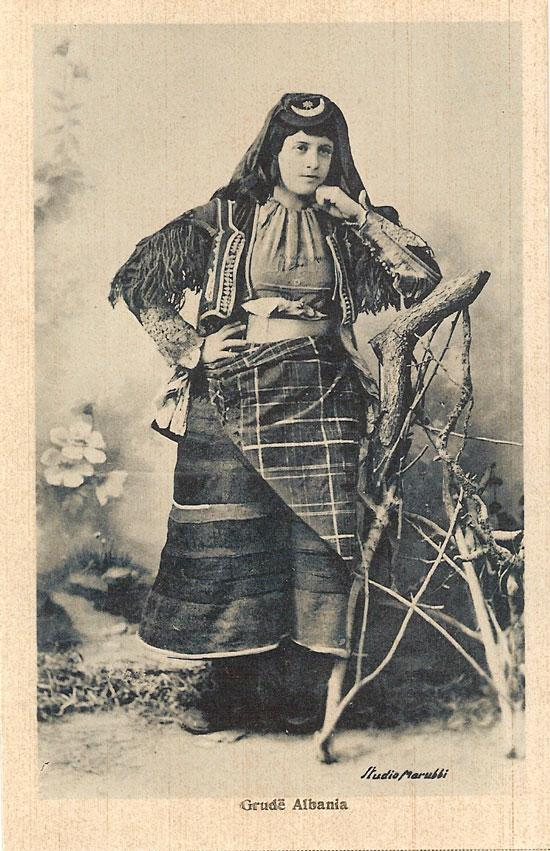
Женщина из племени груда

В конце Османского периода племя груда состояло из 225 католических и 225 мусульманских семей . В отличие от других албанских племён, которые практиковали эндогамию путём смешанных браков внутри своей группы, груда допускала браки с представителями других племён. Племя груда делится на два клана: Вуксангелай (Вуксангеличи) и Беришай (Беришичи).

## Религия
Груда изначально был полностью католиком. Из-за османского турецкого присутствия многие семьи приняли ислам. В то время как католики составляют большинство в большинстве поселений в Груде, мусульмане составляют большинство в Аджовичах, Диноше и Милеше.
Церковь Груда (Kisha e Grudës), построенная в 1528 году и посвящённая святому Михаилу, находится в городе Милеш, и это не только албанская культурная достопримечательность, её строительство обеспечивает наиболее конкретную информативную дату, с которой этнические албанцы в этом районе прослеживают свою родословную.

## Известные люди
- Бака Курти (1807—1881), вождь груды
- Сокол Бачи (1837—1919), вождь груды
- Тринге Смайли (ок. 1870—1917), получившая прозвище «албанская Жанна д'Арк»
- Смайл Мартини Ивезай (ок. 1878—1886), знаменосец груды
- Ноке Сиништай (род. 1944), албанский писатель
- Питер Малота (род. 1959), албанский актер
- Адриан Люльгюрай (род. 1980), албанский музыкант
- Арьян Бекай (род. 1976), бывший албанский профессиональный футболист
- Хевахир Сукай (род. 1987), албанский профессиональный футболист.